# Bugs ! Une production Looney Tunes
Looney Tunes Show Looney Tunes Cartoons
Bugs ! Une production Looney Tunes, puis Bugs & les Looney Tunes après la première saison (Wabbit: A Looney Tunes Production, puis New Looney Tunes après la première saison) est une série télévisée d'animation américaine produite par Warner Bros. Animation centrée sur le personnage de Bugs Bunny diffusée entre le 21 septembre 2015 et le 30 janvier 2020 sur Cartoon Network puis à partir du 5 octobre 2015 sur Boomerang.
En France, la série a été diffusée depuis le 19 décembre 2015 sur Boomerang dans l'émission Les Amis de Noël puis hors émission jeunesse. Elle a aussi été diffusée sur France 3 dans Quoi de neuf Bunny ? entre le 2 septembre et le 21 octobre 2018. Au Québec, la série est diffusée sur Télétoon.

## Personnages

### Protagonistes
- Bugs Bunny : Il s'agit d’un lapin qui n’est autre que le héros de la série. Son physique y est complètement refait : il est plus maigre. Vivant dans son terrier, il parvient toujours à sortir vainqueur de ses mésaventures.
- Squeaks : Il s'agit d'un écureuil, exclusif à la série et ami de Bugs, aussi malin que ce dernier. Muet, il arrive toutefois à se faire comprendre par le lapin par des mimiques et des gestes.
- Bigfoot : Une version enfant du Sasquatch (représentée sans mains distinctes mais avec de longs bras) recherchée par le FBI pour des raisons non précisées, également ami de Bugs qu’il prend par erreur pour une femme. Il se distingue par sa naïveté, son imagination débordante et une certaine maladresse. Bien qu’amical et attachant, il est souvent à l’origine de situations imprévisibles.
- Charlie le coq : Coq chanteur ami de Bugs, son physique est lui aussi refait. Il est souvent vu comme un escroc, mais est aussi parfois confronté à Daffy Duck ou à Taz dans la basse-cour.
- Porky Pig : Dans cette série, il apparaît dans sa forme originale de 1935 et officie dans plusieurs professions. Son bégaiement et sa maladresse ennuient Bugs.
- Daffy Duck : Dans cette série, Daffy reprend son caractère fou qu'il avait dans ses premières apparitions (et abandonne son comportement grossier, cupide et égoïste qu’il s’est vu attribué par la suite dans les cartoons classiques).
- Titi : C'est un canari ; bien qu'il soit généralement avec Sylvestre dont il est la cible, il peut être confronté à Daffy Duck.
- Sylvestre : C'est un chat noir et blanc avec un nez rouge. Il tente par tous les moyens d'attraper Titi. Il peut également être avec Claude le chat et Pete le puma.
- Bip Bip : Il garde le même comportement que dans ses anciennes apparitions. Il n'est apparu que dans 2 épisodes.
- Lola Bunny : Présentée comme l’instructrice de conduite de Rhoda Roundhouse, elle est initialement vêtue d’une tenue avec une jupe blanche, mais adopte par la suite une robe rouge rosée. Comme dans la plupart de ses apparitions, elle est dépeinte comme la petite amie de Bugs.

### Antagonistes
- Sam le pirate : Le physique également refait, il est avare, colérique, querelleur, voleur et pas très intelligent. Il porte un chapeau de cow-boy et arbore une épaisse moustache rouge ou orangée. Ennemi juré de Bugs Bunny, il tente par tous les moyens de s’en débarrasser, sans jamais y parvenir.
- Vil Coyote : Il a également le physique refait. Il est ici dépeint comme étant un génie, comme dans ses apparitions avec Bugs dans les cartoons originaux. Dans cette version, il a abandonné son obsession pour Bip-Bip et vit désormais chez lui, où il conçoit des machines complexes et farfelues pour résoudre des problèmes quotidiens. Toutefois, ses inventions ont souvent l’effet inverse et transforment des situations simples en désastres à grande échelle.
- Elmer Fudd : Son physique à lui est légèrement refait, comme Daffy. Il peut apparaitre en tant que plusieurs métiers (vendeur de glace, milliardaire, fermier, maître de Kung-fu). Il est souvent avec Bugs, Daffy et Porky.
- Cal : ennemi de Bugs et Daffy qui s'approprie chaque endroit qu'il trouve.
- Chevalier Littlechin : ennemi de Bugs et Daffy, ce chevalier se croit le plus grand chevalier de tous les temps. La plupart du temps son objectif est de capturer diverses créatures fantastiques (kraken, géant…) ou de provoquer d’autres personnages en duel médiéval.
- Squint Eastwood : castor ennemi de Bugs Bunny. Il n'est apparu que dans trois épisodes. Son nom est un jeu de mots avec l'acteur Clint Eastwood.

## Épisodes

### Périodicité
| Saison | Saison | Épisodes / (segments) | Date de diffusion originale | Date de diffusion originale |
| Saison | Saison | Épisodes / (segments) | Date du premier épisode     | Date du dernier épisode     |
| ------ | ------ | --------------------- | --------------------------- | --------------------------- |
|        | 1      | 52 / (104)            | 21 septembre 2015           | 8 février 2018              |
|        | 2      | 52 / (104)            | 28 juin 2018                | 31 janvier 2019             |
|        | 3      | 52 / (104)            | 29 août 2019                | 30 janvier 2020             |

### Première saison (2015-2018)
| No. de série | Titre français | Réalisation                               | Date de diffusion originale                                                            |
| --- | --- | ----------------------------------------- | -------------------------------------------------------------------------------------- |
| 1 | Gourou, coucou / Zen bucolique Buddha Bugs / Now and Zen                                                              | Erik Kuska                                | 21 septembre 2015                                                                      |
| - Gourou, coucou : Bugs le gourou a promis à Sam le pirate de lui offrir le plus grand trésor du monde, mais pour cela, Sam doit se débarrasser de tous ses biens matériels. - Zen bucolique : Squeaks dérange un groupe de mini ninjas en pleine méditation en mangeant des glands et cela ne leur plaît pas. Bugs décide d'aider son ami. | |                                           |                                                                                        |
| 2 | Le Lapin infiltré / Un Été enneigé The Inside Bugs / Sun Valley Freeze                                                | Scott Bern / Erik Kuska                   | 21 septembre 2015                                                                      |
| - Le Lapin infiltré : Sam le pirate braque une banque, et alors qu'il en sort pour retrouver son chauffeur, il s'aperçoit que ce n'est pas son complice. Bugs lui fait faire le tour de la ville puis le conduit chez lui. - Un Été enneigé : Alors que Bugs s'apprête à passer ses vacances d'été sur une plage, il se trompe de destination et se retrouve dans un lieu enneigé. Il y fait la connaissance de Bigfoot qui est chassé par une équipe d'intervention.                                            | |                                           |                                                                                        |
| 3 | Saint-Bugs et le Dragon / Laiffez-moi feuille St. Bugs and the Dragon / Leaf it Alone                                 | Scott Bern                                | 22 septembre 2015                                                                      |
| - Saint-Bugs et le Dragon : On frappe à la porte de Bugs. Il s'agit de Sire Littlechin, le chasseur de dragons venu en tuer un. Mais Bugs n'a pas de dragon chez lui, du moins le croit-il. - Laiffez-moi feuille : C'est l'automne et Bugs ramasse les feuilles mortes de son jardin. Mais son voisin, Vil Coyote, expert en technologie, trouve ridicule d'utiliser un simple râteau pour faire ce travail. | |                                           |                                                                                        |
| 4 | Un Bigfoot dans le Lit / Sam 2.0 The Bigfoot in Bed / World Wide Wabbit                                               | Scott Bern                                | 22 septembre 2015                                                                      |
| - Un Bigfoot dans le Lit : Bugs se réveille avec Bigfoot à côté de lui. Ce dernier a fait un mauvais rêve et est venu se réfugier avec son ami. Bugs se rend compte que Bigfoot ne connaît pas grand chose à la vie et décide donc de l'éduquer. - Sam 2.0 : Sam parvient à s'échapper de prison et décide d'attaquer une banque. Mais à sa grande surprise, il apprend de la bouche de Bugs que les banques n'ont plus d'argent et que tout est gardé sur Internet. Il décide donc de se mettre à sa recherche. | |                                           |                                                                                        |
| 5 | Le Gland Match / La Patte-Bonheur For the Love of Acorns / The Game is a Foot                                         | Scott Bern                                | 23 septembre 2015                                                                      |
| - Le Gland Match : L'hiver dernier, Squeaks a enterré sa réserve de glands sous un terrain sur lequel a été construit un stade de baseball. Bugs décide de l'aider à la retrouver. - La Patte-Bonheur : Un farfadet n'a plus assez de chance dans le réservoir de son deux-roues volant qui tombe en panne. Il lui faut à tout prix faire le plein de chance pour qu'il puisse rentrer chez lui à temps. Une patte de lapin pourrait bien faire l'affaire.                                                       | |                                           |                                                                                        |
| 6 | Le Grand Méchant Lapin / Un Acteur trop parfait The Grim Rabbit / The Wringer                                         | Scott Bern                                | 24 septembre 2015                                                                      |
| - Le Grand Méchant Lapin : Le faucheur, qui semble être Bugs ayant passé l'arme à gauche, essaye de tuer Bugs mais ce dernier lui en fait tellement voir de toutes les couleurs que le faucheur finit par renoncer à son projet de l'emmener à la mort. - Un Acteur trop parfait : Sam a engagé quelqu'un pour se faire passer pour Bugs et semer le chaos en ville afin de faire chasser le vrai lapin. | |                                           |                                                                                        |
| 7 | Le Lapin de la Présidente / Barbarus debilus White House Wabbit / Bugsbarian                                          | Sean Petrilak / Jessica Borutski          | 25 septembre 2015                                                                      |
| - Le Lapin de la Présidente : Pour s'attirer la sympathie du peuple, Leslie P. Pily-Legs, le vice-président des États-Unis, dont le rôle consiste surtout à promener le chien de la présidente, tend un piège à Bugs en l'attirant dans le potager de la Maison-Blanche. - Barbarus debilus : Un Barbare venu d'on ne sait où veut prendre possession du trou de Bugs Bunny. Mais ce dernier n'a pas l'intention de le laisser faire.                                                                            | |                                           |                                                                                        |
| 8 | Le Roi de la Jungle / Un Hiver estival Not Lyin' Lion / Ice Ice Bunny                                                 | Sean Petrilak / Scott Bern                | 28 septembre 2015                                                                      |
| - Le Roi de la Jungle : Bugs accompagne Squeaks dans la savane pour rencontrer son cousin Snorts, mais Thess, un lion, roi de la jungle, les chassent. - Un Hiver estival : Bugs veut profiter du premier jour de l'été. Alors qu'il va se baigner, le cerf de l'hiver transforme le lac en patinoire. | |                                           |                                                                                        |
| 9 | Poker tricheur / Pour une Ceinture de plus Wabbit's Wild / All Belts are Off                                          | Scott Bern                                | 29 septembre 2015                                                                      |
| - Poker tricheur : Squeaks et ses amis s'invitent chez Bugs pour faire leur partie de poker. - Pour une Ceinture de plus : Sam le pirate fait tomber son pantalon en plein braquage d'une boutique de vêtements. Il demande donc non seulement la caisse, mais aussi une ceinture. | |                                           |                                                                                        |
| 10 | Le Meilleur Ami du Lapin / Sérénade nocturne Wabbit's Best Friend / Annoying Ex-Boyfriend                             | Erik Kuska / Sean Petrilak                | 30 septembre 2015                                                                      |
| - Le Meilleur Ami du Lapin : Bugs et Squeaks sont confrontés à Jack, un dresseur de chiens. Ce dernier leur mène la vie dure et envoie son chien, Shelby, à leurs trousses. - Sérénade nocturne : Bugs n'arrive pas à dormir. Boyd, un oiseau nocturne chante dans le but de récupérer sa petite amie. Afin de pouvoir dormir en paix, Bugs décide de l'aider dans sa tâche. | |                                           |                                                                                        |
| 11 | Escargot Express / M'accorderez-vous cette dent ? Bugs vs. Snail / To Catch a Fairy                                   | Scott Bern / Sean Petrilak                | 1er octobre 2015                                                                       |
| - Escargot Express : Bugs reçoit enfin le cerf-volant qu'il a commandé quatre mois auparavant. En effet, c'est un escargot qui a été chargé de la livraison et ce dernier réclame un pourboire de la part du lapin. - M'accorderez-vous cette dent ? : Pendant la nuit, la fée des dents a volé celles de Bugs qui a dormi la tête sous l'oreiller. Bugs tient absolument à les récupérer. | |                                           |                                                                                        |
| 12 | Le Jardin de Bugs / L'Épouvantail Bugs in the Garden / Scarecrow                                                      | Scott Bern                                | 2 octobre 2015                                                                         |
| - Le Jardin de Bugs : Vil veut prouver à Bugs que ses carottes sont meilleures que celles du lapin. - L'Épouvantail : À cause de son GPS défectueux, Bugs se trompe de destination et arrive dans un champ de maïs au lieu d'un champ de carottes. Il y rencontre la tête de l'épouvantail du champ qui lui demande de retrouver son corps. Mais alors que Bugs retrouve ce dernier et repose sa tête dessus, l'épouvantail lui mène la vie dure.                                                                | |                                           |                                                                                        |
| 13 | Le Coup de Pinceau / Bons baisers de Washington Painter Paint Hare / The Spy Who Bugged Me                            | Erik Kuska / Sean Petrilak                | 8 octobre 2015                                                                         |
| - Le Coup de Pinceau : Lorsque Jack le peintre met le chaos dans la forêt avec sa peinture, Bugs vient lui en parler mais les choses empirent. - Bons baisers de Washington : Bugs voyage à Washington D.C., mais une renarde espionne française du nom de Claude Dupri convoite sa sacoche verte qui contiendrait des informations top secrètes. | |                                           |                                                                                        |
| 14 | L'Accro au téléphone / Rock Biscoto Hareplane Mode / Bugs of Steel                                                    | Erik Kuska / Scott Bern                   | 15 octobre 2015                                                                        |
| - L'Accro au téléphone : Après que Sam le pirate ait presque écrasé Bugs en textant au volant, lorsqu'il veut s'acheter le nouveau modèle, Bugs se venge. - Rock Biscoto : Une bouc entraineur de fitness nommé Rock Biscoto fait faire du fitness au animaux de la forêt pour se mettre en forme avec l'aide de la "Boisson des Costauds", mais Bugs et Squeaks apprennent que cette boissons est une escroquerie.                                                                                              | |                                           |                                                                                        |
| 15 | Gros soucis / Les Bonnes Manières Big Troubles / Manner Maid                                                          | Scott Bern                                | 22 octobre 2015                                                                        |
| - Gros soucis : Bugs et Squeaks découvrent une bombe aérosol permettant d'agrandir les choses. - Les Bonnes Manières : Bugs est confronté et, éventuellement, déjoue, un robot autoritaire obsédé. | |                                           |                                                                                        |
| 16 | Bugsfoot / Les Vacances du Faucheur Bugsfoot / Grim on Vacation                                                       | Scott Bern / Sean Petrilak                | 30 octobre 2015 (digital) 9 novembre 2015 (Boomerang) 6 février 2016 (Cartoon Network) |
| - Bugsfoot : Bigfoot est capturé par le groupe de chasseurs avec Bugs dans le remorquage. Bugs et Bigfoot doivent travailler ensemble pour sortir de la base. - Les Vacances du Faucheur : Lorsque Carl le Faucheur va avec sa compagne à Tahiti pour des vacances, Bugs y arrive également et tout ce auquel le Faucheur pense, c'est son travail. | |                                           |                                                                                        |
| 17 | Pudding à la Carotte / L'Arbre à Péage Carrot Before the Horse / Trunk with Power                                     | Scott Bern / Jessica Borutski             | 16 novembre 2015 (Boomerang) 6 février 2016 (Cartoon Network)                          |
| - Pudding à la Carotte : Bugs découvre qu'une petite fille a pris ses carottes pour nourrir son cheval qui a gagné du poids en les mangeant. Il essaie de déjouer la petite fille pour regagner ses carottes. - L'Arbre à Péage : Lorsque Bugs tente de se rendre à l'aéroport pour une escapade d'une semaine, lui et Squeaks rencontre un grand arbre dans les bois qui vadrouille la valise de Bugs. | |                                           |                                                                                        |
| 18 | Lapin des Neiges / Aromathérapie Snow Wabbit / Aromatherapist                                                         | Scott Bern / Sean Petrilak                | 23 novembre 2015 (Boomerang) 13 février 2016 (Cartoon Network)                         |
| - Lapin des Neiges : Pendant un jour de neige à l'extérieur, Bugs construit un bonhomme de neige qui vient à la vie et tente de prendre la carotte du lapin pour son nez. - Aromathérapie : Bugs et Vil se sont tous les deux faits aspergés par une mouffette et ils essaient par leurs propres moyens de se débarrasser de l'odeur de la moufette. | |                                           |                                                                                        |
| 19 | Bugs est dans de beaux draps / Une Crasse monstre Raising your Spirits / Dust Bugster                                 | Sean Petrilak / Scott Bern                | 30 novembre 2015 (Boomerang) 20 février 2016 (Cartoon Network)                         |
| - Bugs est dans de beaux draps : Bugs découvre que sa maison est hantée par un esprit invisible qui souhaite utiliser son drap pour pouvoir mieux faire peur aux gens. - Une Crasse monstre : En pratiquant le binge-watching d'une série dont Porky Pig lui a parlé et laissé sa maison en désordre, Bugs a un lapin de poussière et tente de se débarrasser de lui. | |                                           |                                                                                        |
| 20 | Un Bugs informatique / La Ruée vers le pétrole Computer Bugs / Oils Well That Ends Well                               | Scott Bern                                | 27 février 2016                                                                        |
| - Un Bugs informatique : Tout en jouant à un jeu sur son ordinateur, Bugs va à l'intérieur de celui-ci et combat un embêtant virus informatique. - La Ruée vers le pétrole : Lors d'un voyage au Festival du Lièvre, Bugs s'arrête à une usine de pétrole qu'il confond avec le festival. Il y rencontre la dirigeante, nommée Ivanna, qui planifie un vol de pétrole. | |                                           |                                                                                        |
| 21 | Bugs ou la Vie ? / Robotator Your Bunny or Your Life / Misjudgement Day                                               | Scott Bern / Robb Pratt                   | 5 mars 2016                                                                            |
| - Bugs ou la Vie ? : Alors que Bugs sort pour acheter à Squeaks un billet de loterie, Carl le Faucheur le chasse à travers la ville. - Robotator : Un robot du futur est chargé de détruire Bugs dans le parc et commence à anticiper tous les mouvements de ce dernier. | |                                           |                                                                                        |
| 22 | Bugs se mouille / Le Restaurant Splashwater Bugs / Fwee Wange Wabbit                                                  | Scott Bern / Sean Petrilak                | 12 mars 2016                                                                           |
| - Bugs se mouille : Alors que Bugs et Squeaks viennent au parc aquatique Splash World le jour de son ouverture, ils se disputent avec un lamantin nommé Gérard Taille de quai 1er qui veut tout faire avant les autres. - Le Restaurant : Désireuse de manger un lapin, un vautour du nom de Véra utilise le GPS de son téléphone afin de trouver un lapin, ce qui l'amène à la maison de Bugs Bunny. Bugs et Squeaks décident de lui jouer des tours.                                                           | |                                           |                                                                                        |
| 23 | La Loi du Castor / Dans l'antre du Coyote Beaver Fever / Coyote.Rabbit.Squirrel                                       | Scott Bern / Sean Petrilak                | 26 avril 2016 (DVD) 22 mai 2016 (digital) 6 août 2016 (télévision)                     |
| - La Loi du Castor : Pendant un jour de canicule, Bugs et ses amis animaux tentent de se baigner un lac réservé aux castors. - Dans l'antre du Coyote : Squeaks se conduit lui-même dans la grotte de Vil Coyote et dans son laboratoire ACME chaotique. | |                                           |                                                                                        |
| 24 | Le Trésor / La Guerre au Bureau Pain & Treasure / Office Rocker                                                       | Robb Pratt                                | 26 avril 2016 (DVD) 22 mai 2016 (digital) 13 août 2016 (télévision)                    |
| - Le Trésor : Sam prend le trou de Bugs pour l'emplacement de son trésor, alors le lapin l'aide à le trouver correctement parce que sa carte a été écrite en espéranto. - La Guerre au Bureau : C'est la semaine de la farce et Bugs Bunny tente de convaincre son ami Théodore Tasmanian, devenu comptable, de la faire avec lui. Dans un premier temps, Théodore refuse, mais les deux finissent par se faire des farces.                                                                                      | |                                           |                                                                                        |
| 25 | Le Conseils de Survie de Tad / Lutin, luttons ! Survivalist of the Fittest / The IMPoster                             | Scott Bern / Sean Petrilak                | 26 avril 2016 (DVD) 22 mai 2016 (digital) 20 août 2016 (télévision)                    |
| - Les Conseils de Survie de Tad : Bugs rencontre le survivant de la nature Tad Tucker dans les bois qui enregistrent un document sur la façon de survivre à la nature. - Lutin, luttons ! : Le soir d'Halloween, Bugs rencontre un diablotin semant la pagaille dans sa maison. | |                                           |                                                                                        |
| 26 | La Veste d'argent / La Maison du Burger Bugs Over Par / Fast Feud                                                     | Sean Petrilak                             | 26 avril 2016 (DVD) 22 mai 2016 (digital) 27 août 2016 (télévision)                    |
| - La Veste d'argent : Bugs joue au golf avec Leslie P. Lilylegs qui veut gagner une veste argentée mais tous ses coups se retournent contre lui. - La Maison du Burger : À la Maison du Burger, Joyeux Sourire embauche Bugs en tant qu'employé après avoir viré ses anciens employés. | |                                           |                                                                                        |
| 27 | Sire Littlechin, chasseur de griffons / Voyage dans le temps Sir Little Chin, Griffin Hunter / Bugs in Time           | Sean Petrilak                             | 21 décembre 2017 (Boomerang Service Streaming)                                         |
| - Sire Littlechin, chasseur de griffons : Alors que Bugs et Squeaks refont la peinture de la maison de Bugs, ils font la connaissance d'un griffon, qui est chassé par Sire Littlechin. - Voyage dans le temps : Le professeur Corne-Fendue a mis au point une machine à remonter dans le temps et fait venir Bugs jusqu'à lui pour l'accompagner lors de son voyage. | |                                           |                                                                                        |
| 28 | Air Porky / La Guerre des Clones Airpork Security / Home a Clone                                                      | Sean Petrilak / Scott Bern                | 21 décembre 2017 (Boomerang Service Streaming)                                         |
| - Air Porky : Bugs est en retard à l'aéroport pour l'embarquer parce qu'il a oublié le changement d'heure. Porky, agent de sécurité, tente vainement de l'aider à attraper son vol. - La Guerre des Clones : Bugs s'ennuie en jouant seul aux jeux vidéo. Il se retrouve tout à coup téléporté chez le professeur Corne-Fendue qui veut tester sa nouvelle machine à clones. | |                                           |                                                                                        |
| 29 | Bugs Sur Glace / Bugs Chez Les Scouts Bugs on Ice / Bug Scouts                                                        | Sean Petrilak / Scott Bern                | 21 décembre 2017 (Boomerang Service Streaming)                                         |
| - Bugs Sur Glace : Alors qu'ils patinent tranquillement sur un lac, Bugs et Squeaks sont importunés par Victor. Ce dernier se prend pour le meilleur patineur du monde. Devant son attitude hautaine, Bugs décide de lui donner une leçon. - Bugs Chez Les Scouts : Bugs tombe sur une troupe de scouts dirigée par un aigle incompétent. Il décide de le défier pour lui montrer qu'il est bien meilleur que lui malgré les apparences.                                                                         | |                                           |                                                                                        |
| 30 | Les Trolls / La Plage For Whom the Bugs Trolls / To Beach His Own                                                     | Scott Bern                                | 21 décembre 2017 (Boomerang Service Streaming)                                         |
| - Les Trolls : Monsieur et Madame Troll sont bien embêtés, ils ne savent pas quoi servir au patron de Monsieur Troll pour dîner. Ce dernier ne mange que des lapins vivants. - La Plage : Bugs et Squeaks se prélassent sur la plage quand Gérard Taille de Guêpe fait irruption et détruit leur château de sable. | |                                           |                                                                                        |
| 31 | Un Bugs 5 Étoiles / Maître Yoga Five Star Bugs / Yoga to Be Kidding Me                                                | Robb Pratt & Erik Knutson / Scott Bern    | 21 décembre 2017 (Boomerang Service Streaming)                                         |
| - Un Bugs 5 Étoiles : Alors qu'il est sur la route, Bugs percute ce qu'il pense être une piscine. Il plonge dedans et profite de ce moment de détente. Or c'est en réalité la fontaine hors de prix d'un nouveau complexe hôtelier. - Maître Yoga : Bugs se coince le dos en essayant de ramasser une pièce. Irvana saisit l'occasion de se faire un peu d'argent en l'entraînant dans son cours de yoga. | |                                           |                                                                                        |
| 32 | Le Lapin De L'Arche Perdue / Technologie De Pointe Rabbits of the Lost Ark / Appropriate Technology                   | Robb Pratt & Erik Knutson                 | 21 décembre 2017 (Boomerang Service Streaming)                                         |
| - Le Lapin De L'Arche Perdue : Sam le Pirate est sur la piste d'un médaillon qui se trouve dans un temple. Pour arriver à ses fins, il oblige Bugs à l'aider. - Technologie De Pointe : Vil Coyote ne fait plus aucun effort. Sa maison « intelligente » s'occupe de tout à sa place. Fier de son invention, il fait faire le tour du propriétaire à Bugs. | |                                           |                                                                                        |
| 33 | Covoiturage / Dur D'Être Petit Pork in the Road / Squeaks Upon a Star                                                 | Scott Bern & Sean Petrilak                | 21 décembre 2017 (Boomerang Service Streaming)                                         |
| - Covoiturage : Bugs doit se rendre à une fête. Pour ça, il fait appel à une compagnie de covoiturage et voit débarquer Porky. Bugs s'endort et lorsqu'il se réveille, il se retrouve en plein milieu du désert alors qu'il avait peu de route à faire. - Dur D'Être Petit : Squeaks souffre de sa petite taille, mais Bugs, lui, ne comprend pas et se moque un peu de lui. Squeaks fait un vœu lorsqu'il voit une étoile filante.                                                                              | |                                           |                                                                                        |
| 34 | Repas aérien / Le totem Mile Hi Grub / Pole Position                                                                  | Robb Pratt & Erik Knutson / Sean Petrilak | 21 décembre 2017 (Boomerang Service Streaming)                                         |
| | |                                           |                                                                                        |
| 35 | Il faut boire pour le croire / Un jour au parc Thirst Things First / Bugs of Chance                                   | Scott Bern                                | 21 décembre 2017 (Boomerang Service Streaming)                                         |
| | |                                           |                                                                                        |
| 36 | Votez Bugs / Donne la papatte Bugs for Mayor / The Lepra-Con                                                          | Sean Petrilak                             | 21 décembre 2017 (Boomerang Service Streaming)                                         |
| | |                                           |                                                                                        |
| 37 | Squeaks le chat / Rodéo Bugs Squeak Show / Rodeo Bugs                                                                 | Erik Knutson / Sean Petrilak              | 21 décembre 2017 (Boomerang Service Streaming)                                         |
| | |                                           |                                                                                        |
| 38 | La méga demeure de Maître Gérard / La noisette qui cache le noisetier Slugsworthy's Mega Mansion / Wile E.'s Walnuts  | Scott Bern                                | 21 décembre 2017 (Boomerang Service Streaming)                                         |
| | |                                           |                                                                                        |
| 39 | Il y a des jours comme ça / Le blessé imaginaire Just One of Those Days / Mooch Housin' Syndrome                      | Sean Petrilak / Scott Bern                | 21 décembre 2017 (Boomerang Service Streaming)                                         |
| | |                                           |                                                                                        |
| 40 | Sire Littlechin, Chasseur de Licorne / Voyage en Irlande Sir Littlechin: Unicorn Hunter / Erin Go Bugs                | Erik Knutson                              | 8 février 2018 (Boomerang Service Streaming)                                           |
| | |                                           |                                                                                        |
| 41 | Fier d'être un mineur / La tempête de neige Proud to Be a Coal Miner's Wabbit / Cabin Fervor                          | Erik Knutson / Sean Petrilak              | 8 février 2018 (Boomerang Service Streaming)                                           |
| | |                                           |                                                                                        |
| 42 | Le repos du barbare / Les chasseurs de l'extraordinaire The Grand Barbari-yon / Giant Rabbit Hunters                  | Erik Knutson / Scott Bern                 | 8 février 2018 (Boomerang Service Streaming)                                           |
| | |                                           |                                                                                        |
| 43 | Porc d'attraction / Le savant complètement fou Amusement Pork / Now You See Me, Now You Still See Me                  | Scott Bern                                | 8 février 2018 (Boomerang Service Streaming)                                           |
| | |                                           |                                                                                        |
| 44 | Les cadeaux de Noël / L'hiver arrive Tis the Seasoning / Winter Blunderland                                           | Scott Bern                                | 30 novembre 2017 (Boomerang Service Streaming)                                         |
| | |                                           |                                                                                        |
| 45 | Le bal des oreilles / L'orchestre Philharbunnyque Ear! We! Go! / Hare Band                                            | Scott Bern / Sean Petrilak                | 8 février 2018 (Boomerang Service Streaming)                                           |
| | |                                           |                                                                                        |
| 46 | Bugs au zoo pour enfants / L'hiver hawaiien Bugs in the Petting Zoo / Hawaiian Ice                                    | Erik Knutson / Sean Petrilak              | 8 février 2018 (Boomerang Service Streaming)                                           |
| | |                                           |                                                                                        |
| 47 | Bugs et le croque-lapin / Bugs, un lapin ? Quiet the Undertaking / Bugs Bunny?                                        | Scott Bern / Erik Knutson                 | 8 février 2018 (Boomerang Service Streaming)                                           |
| | |                                           |                                                                                        |
| 48 | Poule mouillée / Le match de foot Wet Feet / There's a Soccer Born Every Minute                                       | Erik Knutson / Scott Bern                 | 8 février 2018 (Boomerang Service Streaming)                                           |
| | |                                           |                                                                                        |
| 49 | Le porc fait un carton / Un roi à New York Pork Lift / Thes in the City                                               | Sean Petrilak / Scott Bern                | 8 février 2018 (Boomerang Service Streaming)                                           |
| | |                                           |                                                                                        |
| 50 | Elmer, vendeur de glaces / Angelo la puce Elmer's Fuddge / Angelo the Mighty Flea                                     | Sean Petrilak                             | 8 février 2018 (Boomerang Service Streaming)                                           |
| | |                                           |                                                                                        |
| 51 | Le porc de l'angoisse / Sam l'autoroute Gorky Pork / Hard Hat Hare                                                    | Erik Knutson / Sean Petrilak              | 8 février 2018 (Boomerang Service Streaming)                                           |
| | |                                           |                                                                                        |
| 52 | Un couac dans la livraison / Le lapin qui voulait être roi Porky's Duck-livery Service / The Wabbit Who Would Be King | Scott Bern / Eric Knutson                 | 8 février 2018 (Boomerang Service Streaming)                                           |
| | |                                           |                                                                                        |

## Distribution

### Voix originales
- Bugs et Charlie le coq : Jeff Bergman
- Squeaks l'écureuil, Daffy Duck : Dee Bradley Baker
- Bigfoot : Matthew Mercer
- Sam le pirate (saison 1) : Maurice LaMarche

### Voix françaises
- Gérard Surugue : Bugs
- Odile Schmitt : Lola Bunny, voix additionnelles
- Emmanuel Garijo : Daffy Duck, Taz et Pépé le putois
- Patrick Préjean : Sam le pirate et Grominet
- Patrice Dozier : Elmer Fudd
- Michel Mella : Porky Pig et Speedy Gonzales
- Benoît Allemane : Charlie le coq et Père Noël
- Guillaume Lebon : Squeaks, Vil Coyote, Mac et voix additionnelles
- Patricia Legrand : Titi et Petunia Pig
- Barbara Tissier : Mémé
- Sébastien Desjours : Tosh
- Jean-Loup Horwitz : Marvin le martien
- Caroline Victoria : Claudette
- Pascal Casanova, Jean-Claude Donda, Patrick Borg, Rody Benghezala, Benoît Du Pac : voix additionnelles